# Karangandong
Karangandong is een bestuurslaag in het regentschap Gresik van de provincie Oost-Java, Indonesië. Karangandong telt 4116 inwoners (volkstelling 2010).